# Тетис ΙΙ (миноносец)
«Тетис II» — миноносец ВМФ Греции, принявший участие в Первой мировой войне. Принадлежит серии греческих миноносцев построенных в 1912 −1913 годах германской верфью Vulcan Werke AG, Stattin — Bredow, получивших имена нимф и океанид древней греческой мифологии. «Тетис» (греч. Θέτις или Θέτιδα) получил имя морской нимфы Тетис (предшественником был парусник «Тетис» 1830—1833 годы). Другими кораблями серии были Дорис, Дафни, Эгли, Алкиони и Аретуса . Греческий флаг был поднят в 1913 году, в Штетине.
В Первой мировой войне миноносец сопровождал конвои в Эгейском море, а также производил противолодочное патрулирование.
В период малоазийского похода греческой армии 1919—1922 годов миноносец производил поддержку армии при высадке и отходе. 3 сентября 1922 года «Тетис» прикрывал огнём эвакуацию из малоазийского Дикили героической Отдельной дивизии.
Миноносец был выведен из состава флота и продан на слом в 1926 году.

## Наследник
Тетис (заградитель), вошедший в состав ВМФ Греции в 1960.